# Ouella
Ouella är en ort i Komorerna.   Den ligger i distriktet Grande Comore, i den nordvästra delen av landet, 6 km nordost om huvudstaden Moroni. Ouella ligger 300 meter över havet och antalet invånare är 5 478. Den ligger på ön Grande Comore.
Terrängen runt Ouella är varierad. Havet är nära Ouella västerut. Runt Ouella är det tätbefolkat, med 411 invånare per kvadratkilometer. Närmaste större samhälle är Moroni, 6,1 km sydväst om Ouella. I omgivningarna runt Ouella växer i huvudsak städsegrön lövskog.